# Daniel Fopiani
Daniel Fopiani Román (Cádiz, 21 de marzo de 1990) es un escritor español y militar profesional. Es conocido por su obra dentro del género de la novela negra, en la que combina elementos de suspense, investigación criminal y contexto castrense. Compagina su carrera literaria con el ejercicio activo en las Fuerzas Armadas, donde ostenta el rango de Sargento Primero de Infantería de Marina.

## Biografía
Nació en Cádiz en 1990. Ingresó en las Fuerzas Armadas en 2008. Posteriormente, inició estudios de Magisterio en la Universidad de Cádiz, aunque interrumpió su formación universitaria por misiones militares internacionales. Como integrante de los Equipos Operativos de Seguridad (EOS) de la Armada Española, ha sido desplegado en diversos puntos geográficos como el Mar Rojo, el Golfo Pérsico, Turquía, Egipto, Somalia e Irak.
Paralelamente a su carrera militar, desarrolló una actividad literaria centrada en el relato corto y la novela. Ha sido galardonado en diversos certámenes de narrativa breve, como el Premio “Ana María Navales” y el Certamen “Poeta García Gutiérrez”. También ha colaborado como columnista en prensa y dirigido la revista literaria RSC.

## Obra
Fopiani debutó en la novela con La Carcoma (2017), que obtuvo el Premio Valencia Nova de Narrativa. En 2020 publicó La melodía de la oscuridad, protagonizada por un inspector ciego de la Policía Nacional y que ha sido traducida al italiano. En 2022 apareció El corazón de los ahogados, también dentro del género negro. Su cuarta novela, El linaje de las estrellas (2024), se ambienta en el Panteón de Marinos Ilustres de San Fernando, Cádiz.
Sus obras suelen explorar temas como la violencia estructural, la corrupción, los traumas individuales y la justicia, empleando un estilo narrativo directo y visual.

## Reconocimientos y actividad pública
Su obra La melodía de la oscuridad fue finalista en el festival de novela negra Cartagena Negra. Además de su actividad literaria, Fopiani imparte charlas sobre escritura creativa y participa en eventos de divulgación cultural. Es creador y presentador del pódcast Un pódcast con acento, donde entrevista a diversas personalidades del ámbito cultural y social. Y es colaborador habitual de la revista literaria Zenda.

## Premios
| Premio                                                    | Novela                     | Año  | Reconocimiento |
| --------------------------------------------------------- | -------------------------- | ---- | -------------- |
| IV Certamen de relatos E.S.U.B.O                          |                            | 2013 | Primer premio  |
| III Certamen de microrrelatos de San Fernando             |                            | 2014 | Segundo premio |
| IV Certamen de microrrelatos de San Fernando              |                            | 2015 | Tercer premio  |
| I Certamen de relatos Ateneo de Jerez                     |                            | 2015 | Segundo premio |
| III certamen nacional Tono Escobedo                       |                            | 2016 | Primer accésit |
| X Certamen de creación literaria “Poeta García Gutiérrez” |                            | 2016 | Primer premio  |
| IV Certamen internacional “Ana María Navales”             |                            | 2016 | Primer Premio  |
| Cartagena Negra                                           | La Carcoma                 | 2017 | Finalista      |
| Valencia Nova                                             | La Carcoma                 | 2017 | Ganador        |
| Cartagena Negra                                           | La melodía de la oscuridad | 2020 | Finalista      |